# Nesle-la-Reposte
Nesle-la-Reposte település Franciaországban, Marne megyében. Lakosainak száma 91 fő (2022. január 1.). Nesle-la-Reposte Villenauxe-la-Grande, Bethon, Bouchy-Saint-Genest, Les Essarts-le-Vicomte, La Forestière, Montgenost és Louan-Villegruis-Fontaine községekkel határos.

## Népesség
A település népességének változása:
| Lakosok száma | 139  | 105  | 102  | 96   | 91   | 101  | 104  | 98   | 95   | 91   |
|               | 1968 | 1982 | 1990 | 2006 | 2013 | 2015 | 2017 | 2019 | 2020 | 2022 |